# Glen Chorny
Glen Chorny (* 8. Juli 1985) ist ein professioneller kanadischer Pokerspieler. Er gewann 2008 das Main Event der European Poker Tour.

## Pokerkarriere
Chorny spielt auf der Onlinepoker-Plattform PokerStars unter dem Nickname choron.
Seine erste Geldplatzierung bei einem Live-Turnier erzielte Chorny im Januar 2008 beim Main Event des PokerStars Caribbean Adventures auf den Bahamas, wo er den mit 80.000 US-Dollar dotierten 13. Platz belegte. Zwei Wochen später gewann er die Pot Limit Omaha Championship in Tunica mit einem Hauptpreis von rund 80.000 Dollar. Mitte April 2008 sicherte sich Chorny den Titel beim Main Event der European Poker Tour in Monte-Carlo. Nachdem er sich zuvor für 700 Dollar über PokerStars qualifiziert hatte, setzte er sich gegen 841 andere Spieler durch und erhielt eine Siegprämie von über 2 Millionen Euro. Ende Juni 2008 war Chorny erstmals bei der World Series of Poker im Rio All-Suite Hotel and Casino am Las Vegas Strip erfolgreich und kam bei einem Turnier der Variante No Limit Hold’em ins Geld. Seine bis dato letzte Live-Geldplatzierung erzielte er im März 2014.
Insgesamt hat sich Chorny mit Poker bei Live-Turnieren über 3,5 Millionen Dollar erspielt.